# Liste der Biografien/Fus
Liste der Biografien |
Portal Biografien |
Personensuche
# |
A |
B |
C |
D |
E |
F |
G |
H |
I |
J |
K |
L |
M |
N |
O |
P |
Q |
R |
S |
T |
U |
V |
W |
X |
Y |
Z |
?
 
Fa |
Fe |
Ff |
Fh |
Fi |
Fj |
Fk |
Fl |
Fm |
Fn |
Fo |
Fr |
Ft |
Fu |
Fy
 
Fua |
Fub |
Fuc |
Fud |
Fue |
Fuf |
Fug |
Fuh |
Fui |
Fuj |
Fuk |
Ful |
Fum |
Fun |
Fuo |
Fuq |
Fur |
Fus |
Fut |
Fuw |
Fux |
Fuy |
Fuz
Die Liste der Biografien führt alle Personen auf, die in der deutschsprachigen Wikipedia einen Artikel haben. Dieses ist eine Teilliste mit 165 Einträgen von Personen, deren Namen mit den Buchstaben „Fus“ beginnt.

## Fus

### Fusa
- Fusai, Alexandra (* 1973), französische Tennisspielerin
- Fusangel, Johannes (1852–1910), deutscher Politiker (Zentrum), MdR, Journalist und Zeitungsherausgeber
- Fusano, Christina (* 1980), US-amerikanische Tennisspielerin
- Fusano, Shōko (* 1965), japanische Eisschnellläuferin
- Fusar Poli, Luciano (* 1956), italienischer Radrennfahrer
- Fusar-Poli, Barbara (* 1972), italienische Eiskunstläuferin
- Fusarelli, Massimo (* 1963), italienischer Ordensgeistlicher, Generalminister des Franziskanerordens
- Fusaro, Diego (* 1983), italienischer Philosoph
- Fusaro, Piero (* 1952), italienischer Manager, Präsident von Ferrari
- Fusaro, Veronica (* 1997), Schweizer Sängerin und SongwriterinVeronica Fusaro (* 1997)

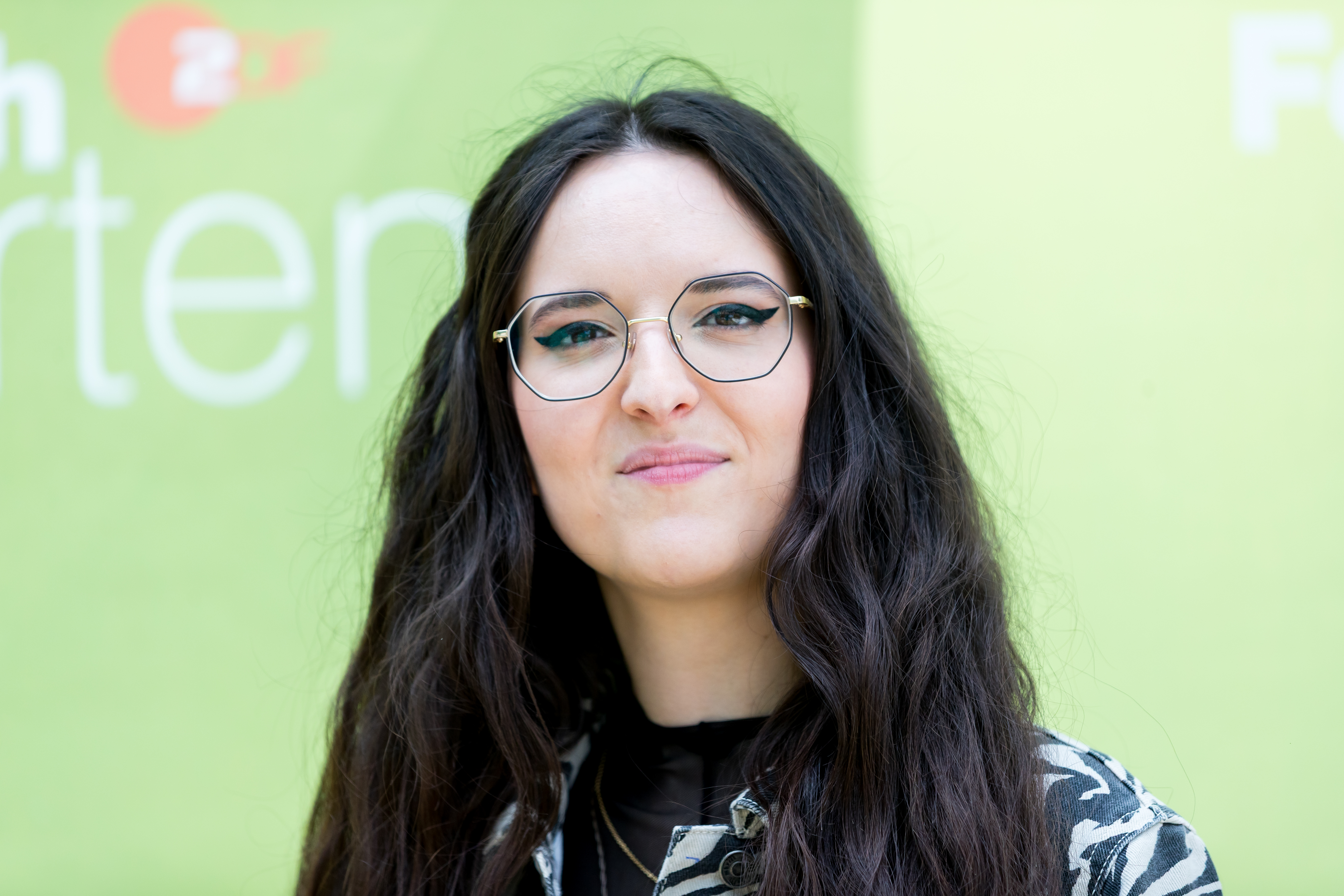
Veronica Fusaro (* 1997)

### Fusb
- Fusbahn, Margret (1907–2001), Schweizer Flugpionierin
- Fusban, Hans (1885–1972), deutscher Jurist und Manager der Montanindustrie
- Fusban, Pauline (* 1990), deutsche Schauspielerin

### Fusc
- Fuscagni, Nino (1937–2018), italienischer Schauspieler
- Fuscaldo, Perla (* 1941), argentinische Ägyptologin
- Fusch, Gustav (1871–1943), deutscher Manager in der Maschinenbau-Industrie
- Fusco, Andy (1948–2021), US-amerikanischer Jazzsaxophonist
- Fusco, Angelo (* 1956), nordirisches IRA-Mitglied
- Fusco, Cecilia (1933–2020), italienische Opernsängerin (Sopran)
- Fusco, Giovanni (1906–1968), italienischer Komponist, Pianist, Dirigent und Regisseur
- Fusco, Mark (* 1961), US-amerikanischer Eishockeyspieler, -funktionär und Unternehmer
- Fusco, Michele (* 1963), italienischer Geistlicher, römisch-katholischer Bischof von Sulmona-Valva
- Fusco, Nicola (* 1956), italienischer Mathematiker
- Fusco, Paul (* 1953), US-amerikanischer Schauspieler
- Fuscus, antiker griechisch-römischer Bildhauer
- Fuscus, römischer Wagenlenker

### Fuse
- Fuse ODG (* 1988), britischer Rapper ghanaischer Abstammung
- Fusé, Juan (1905–1984), argentinischer Leichtathlet
- Fuseini, Ibrahim (* 2002), ghanaischer Sprinter
- Fuseini, Mohammed (* 2002), ghanaischer Fußballspieler
- Fusek, Katja (* 1968), tschechisch-schweizerische Schriftstellerin
- Fuselli, Silvia (* 1981), italienische Fußballspielerin
- Fusen, Tetsu (1891–1976), japanischer Maler
- Fusenig, Criscentia (1905–1943), deutsche römisch-katholische Ordensfrau, Missionsschwester und Märtyrin
- Fuser, Diego (* 1968), italienischer FußballspielerDiego Fuser (* 1968)

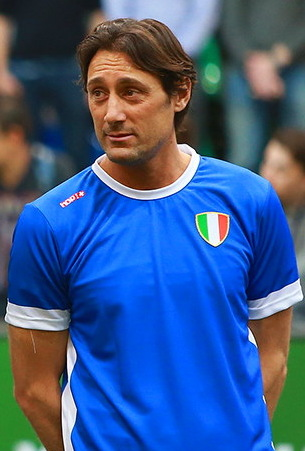
Diego Fuser (* 1968)

- Füsers, Clemens (* 1955), deutscher Schriftsteller, Drehbuchautor und Regisseur
- Fuseya, Sho (* 2000), japanischer Fußballspieler
- Fuseya, Soteki (1748–1812), japanischer Arzt, Hollandkundler (Rangakusha)

### Fush
- Fushida, Hiroshi (* 1946), japanischer Autorennfahrer
- Fushimi (1265–1317), 92. Tennō von Japan
- Fushimi Hiroyasu (1875–1946), japanischer Seeoffizier, Großadmiral der Kaiserlich-Japanischen Marine, Chef des Admiralstabes (1932 bis 1941)
- Fushimi, Chikako (* 1974), japanische Snowboarderin
- Fushimi, Sadanaru (1858–1923), General der kaiserlich japanischen Armee, Mitglied der japanischen Kaiserfamilie
- Fushimi, Yūki, japanische Fußballspielerin

### Fusi
- Fusi Pecci, Odo (1920–2016), italienischer Geistlicher, Bischof von Senigallia
- Fusi, Furio (* 1947), italienischer Sprinter
- Fusi, Luca (* 1963), italienischer Fußballspieler und -trainer
- Fusi, Luigi (1906–1996), italienischer Automobil-Konstrukteur
- Fusi, Mati (* 1982), tuvaluischer Fußballspieler und -trainer
- Fusi, Walter (1924–2013), italienischer Maler
- Fusilli, Jim (* 1953), US-amerikanischer Schriftsteller und Musikkritiker
- Fusina, Andrea († 1526), italienischer Architekt und Bildhauer der Renaissance

### Fuso
- Fuso, Ivana (* 2001), deutsch-brasilianische Fußballspielerin
- Fuson, Reynold C (1895–1979), US-amerikanischer Chemiker

### Fuss
- Fuss, Albert (1889–1969), deutscher Grafiker
- Fuss, Alisa (1919–1997), deutsch-israelische Pädagogin und Menschenrechtsaktivistin
- Fuß, Benjamin (* 1990), deutscher Fußballspieler
- Fuß, Birgit (* 1972), deutsche Journalistin und Redakteurin
- Fuß, Carsten (* 1961), deutscher Journalist, Reporter und Moderator
- Fuß, Daniela (* 1969), deutsche Moderatorin und JournalistinDaniela Fuß (* 1969)

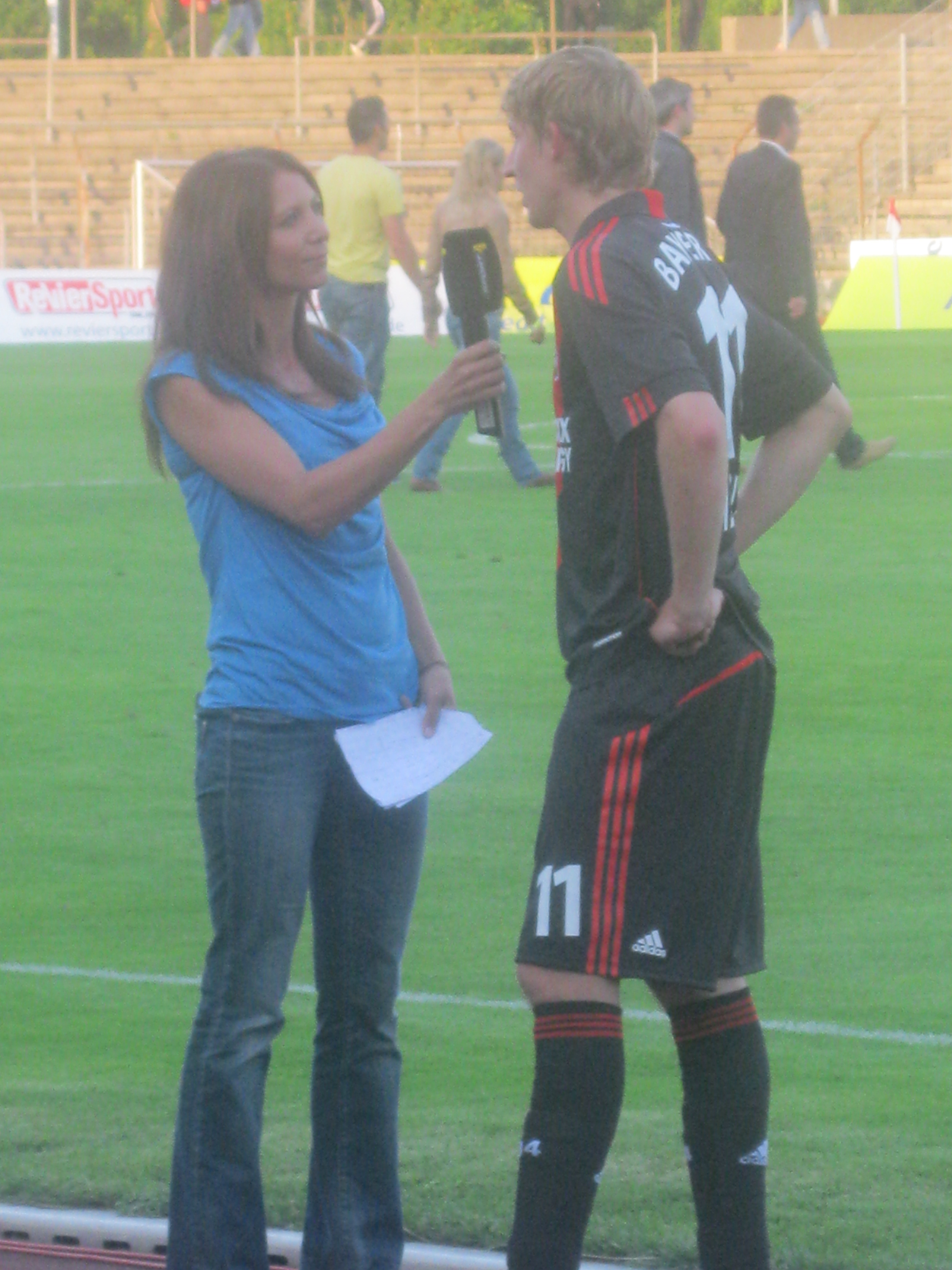
Daniela Fuß (* 1969)

- Fuß, Eric (* 1969), deutscher Germanist
- Fuß, Ernst-Werner (1924–1982), deutscher Jurist
- Fuß, Franz (1745–1805), böhmischer Landwirt, Ökonom und Geodät
- Fuß, Fritz (1889–1945), deutscher Architekt
- Fuß, Gabriele (* 1956), deutsche Eisschnelllauftrainerin
- Fuß, Gerrit (* 1993), deutscher Politiker (Bündnis 90/Die Grünen), Mitglied der Hamburgischen Bürgerschaft
- Fuß, Gunnar (* 1966), deutscher Kameramann und Filmregisseur
- Fuß, Hardy (* 1955), deutscher Politiker (SPD), MdL
- Fuss, Harry (1913–1996), österreichischer Schauspieler
- Fuss, Heinrich (1845–1913), österreichischer Bildhauer
- Fuß, Hilmar (* 1943), deutscher Fußballspieler
- Fuß, Johann Evangelist (1777–1819), ungarisch-österreichischer Komponist der Vorklassik
- Fuß, Konrad (1893–1945), deutscher Bürgermeister, der eine Kleinstadt vor der militärischen Einnahme retten wollte
- Fuß, Kurt (1892–1976), deutscher Schauspieler
- Fuss, Maria (1907–1979), deutsche Bildhauerin und Grafikerin
- Fuß, Michael (1814–1883), siebenbürgischer evangelischer Geistlicher und Botaniker
- Fuss, Michael (* 1949), deutscher Theologe
- Fuss, Nikolaus (1755–1826), Schweizer Mathematiker
- Fuß, Paul (1844–1915), Oberbürgermeister von Kiel
- Fuss, Paul Heinrich (1798–1855), russischer Mathematiker und Sekretär der Russischen Akademie der Wissenschaften
- Fuss, Peter (* 1932), US-amerikanischer Philosoph
- Fuss, Sabine (* 1979), deutsche Klimawissenschaftlerin
- Fuss, Sonja (* 1978), deutsche FußballspielerinSonja Fuss (* 1978)

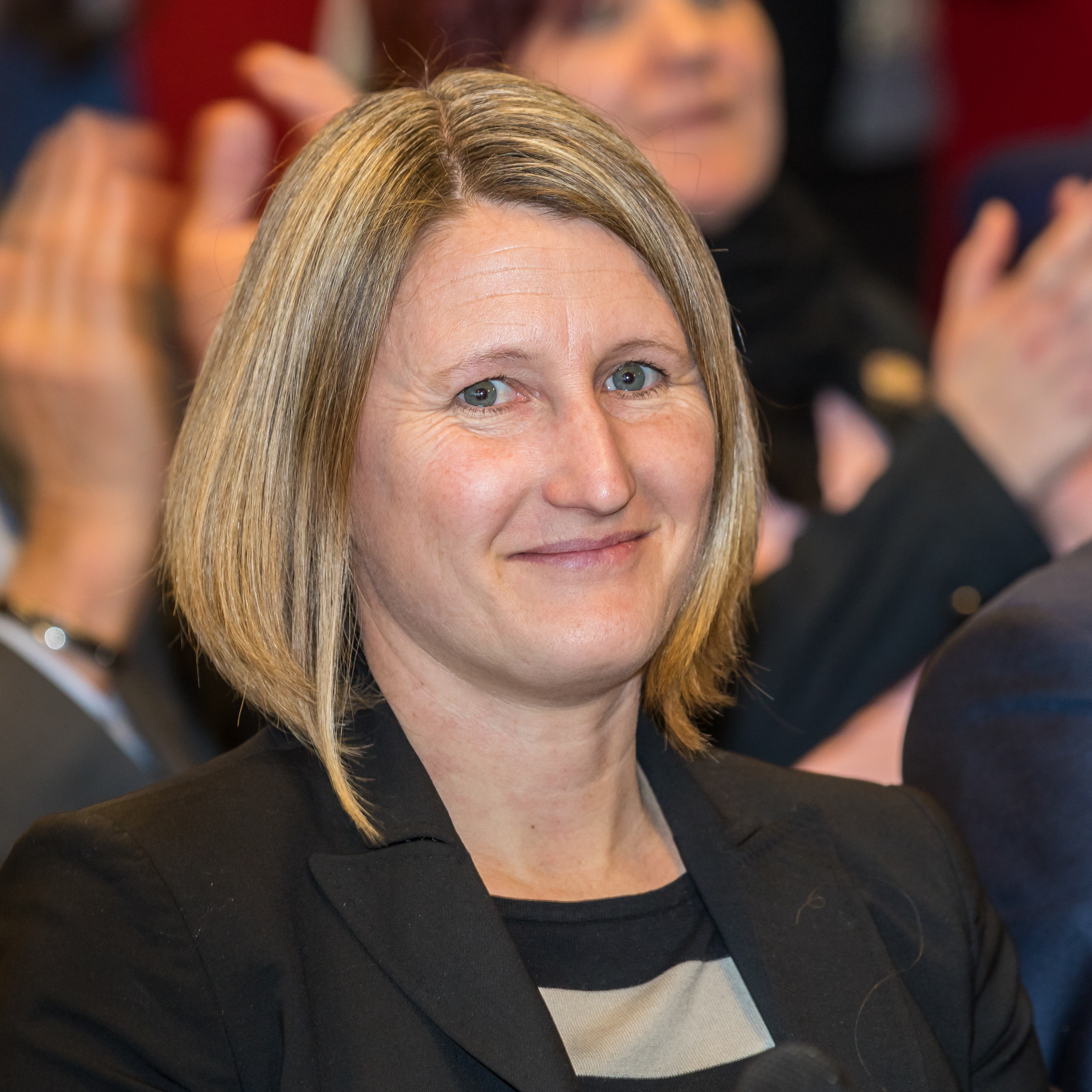
Sonja Fuss (* 1978)

- Fuß, Walter E. (1921–1996), deutscher Schauspieler
- Fuss, Wilhelm Eduard (1804–1849), deutscher Chemiker
- Fuss, Wolff-Christoph (* 1976), deutscher Fußballkommentator
- Fuß, Wolfgang (1945–2019), deutscher Politiker (SPD, Freie Wähler), MdL
- Fussan-Freese, Kirstin (* 1962), deutsche Politikerin (SPD), MdA
- Fußangel, Uta (* 1969), deutsche Hörfunk- und Fernsehmoderatorin
- Fussbroich, Annemie (* 1947), deutsche Fernsehdarstellerin
- Fussbroich, Frank (* 1968), deutscher Fernsehdarsteller
- Fussbroich, Fred (1940–2022), deutscher Fernsehdarsteller
- Fußbroich, Helmut (* 1935), deutscher Kunsthistoriker, Heimatkundler sowie Autor
- Fussek, Claus (* 1953), deutscher Sozialarbeiter, Pflegekritiker und BuchautorClaus Fussek (* 1953)

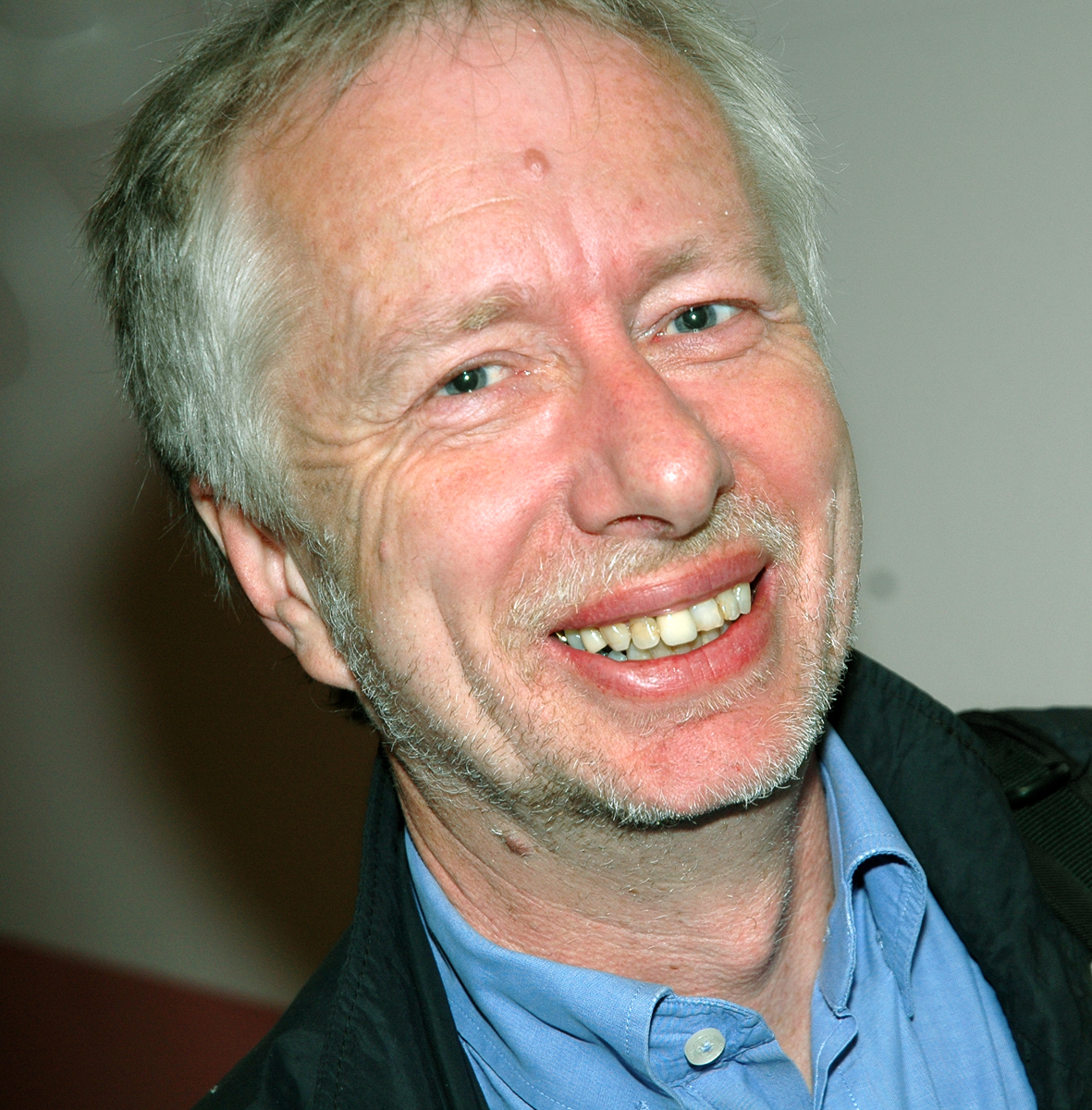
Claus Fussek (* 1953)

- Füssel, Dietmar (* 1958), österreichischer Schriftsteller
- Füssel, Hans-Peter (* 1949), deutscher Jurist
- Füssel, Johann Michael (1753–1824), evangelischer Pfarrer, Hofmeister und Reiseberichtsautor
- Füssel, Kuno (* 1941), katholischer Theologe
- Füssel, Marian (* 1973), deutscher Historiker
- Füssel, Stephan (* 1952), deutscher Buchwissenschaftler, Hochschullehrer und Buchautor
- Fussell, Charles (* 1938), US-amerikanischer Komponist und Musikpädagoge
- Fussell, Charles Lewis (1840–1909), amerikanischer Maler und Kunstpädagoge
- Fussell, Paul (1924–2012), amerikanischer Kulturhistoriker und Autor
- Fußenegger, Angelika (* 1955), österreichische Politikerin (SPÖ), Abgeordnete zum Vorarlberger Landtag
- Fussenegger, David (1808–1874), österreichischer Politiker, Landtagsabgeordneter
- Fussenegger, Erwin (1908–1986), österreichischer General
- Fussenegger, Gerold (1901–1965), österreichischer Franziskaner, Priester und Kirchenhistoriker
- Fussenegger, Gertrud (1912–2009), österreichische Schriftstellerin
- Fußenegger, Ingrun (* 1963), österreichische Chorleiterin und Dirigentin
- Fußenegger, Karl (1858–1933), österreichischer Rechtsanwalt und Politiker
- Fussenegger, Miriam (* 1990), österreichische Schauspielerin
- Fussenegger, Philipp (* 1989), österreichischer Regisseur, Drehbuchautor, Produzent und FotografPhilipp Fussenegger (* 1989)

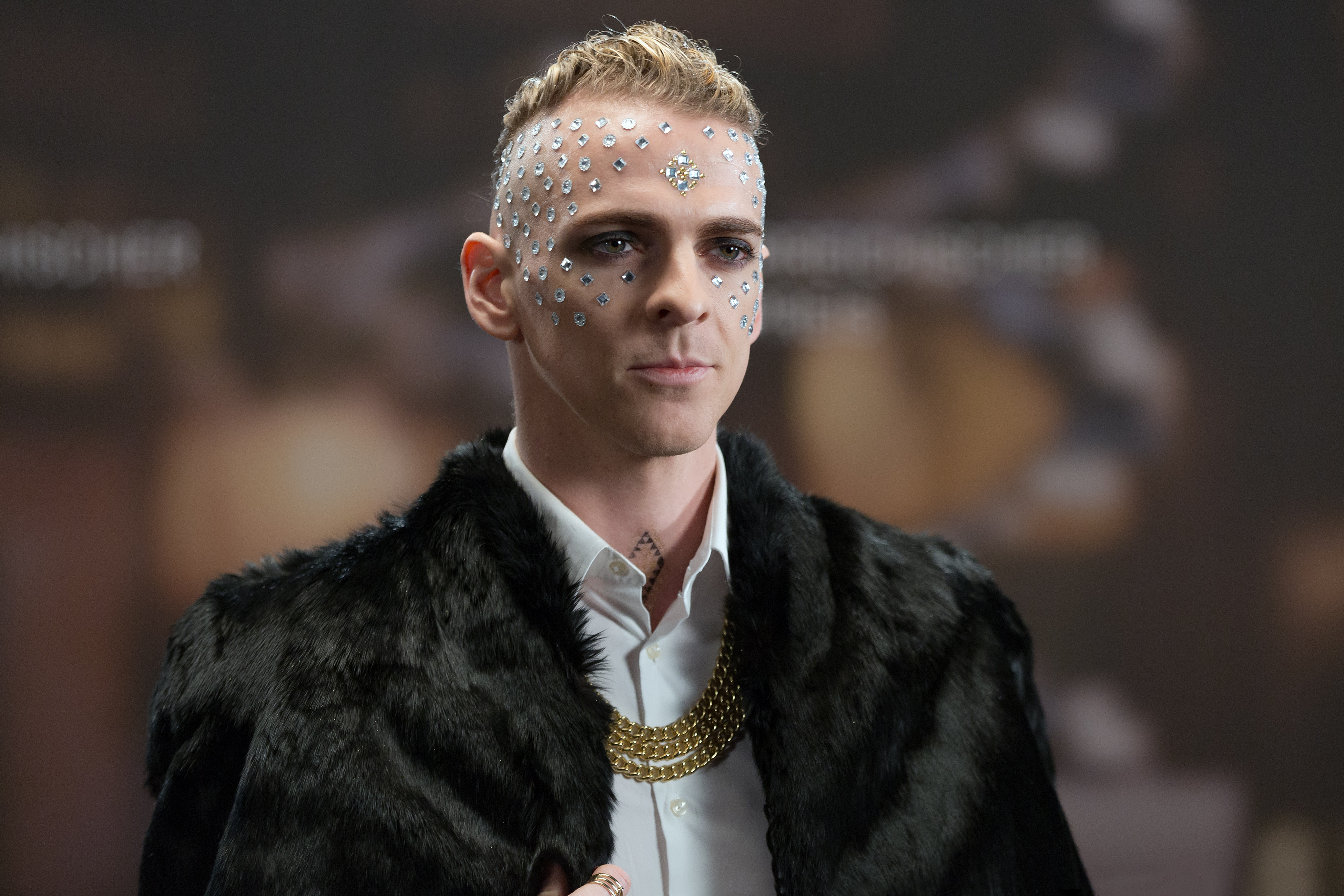
Philipp Fussenegger (* 1989)

- Fussenegger, Siegfried (1894–1966), österreichischer Unternehmer, Fossiliensammler und Museumsgründer
- Füssenich, Bert (* 1973), deutscher Jurist und Richter am Bundesfinanzhof
- Füssenich, Peter (* 1971), deutscher Architekt, Denkmalpfleger und Dombaumeister
- Füsser, Hans (1898–1959), deutscher Illustrator, Karikaturist und Comiczeichner
- Fußer, Hans-Heinrich (* 1942), deutscher Maler und Grafiker
- Fussey, Owen (* 1983), kanadisch-britischer Eishockeyspieler
- Fusshöller, Leo (1889–1963), deutscher Lyriker, Sachbuchautor und Pädagoge
- Fussi, Margit, österreichische Organistin und Pianistin
- Fußi, Rudolf (* 1978), österreichischer PR-Berater, Unternehmer und politischer Aktivist
- Fussien, Jean-Jacques (1952–1978), französischer Radrennfahrer
- Fussinger, Michael (1781–1863), nassauischer Politiker
- Füßl, Gerhard (* 1968), österreichischer Posaunist und Musiklehrer
- Füssl, Karl Heinz (1924–1992), österreichischer Komponist und Musikwissenschaftler
- Füßl, Wilhelm (* 1955), deutscher Historiker und Archivleiter
- Füßlein, Wilhelm (1869–1944), deutscher Historiker und Heimatforscher
- Füßler, Heinz (1906–1990), deutscher Historiker und Museumsleiter
- Füssli, Hans Heinrich (1745–1832), Zürcher Ratsmitglied, Professor für vaterländische Geschichte, und Verleger
- Füssli, Johann Caspar (1706–1782), Schweizer Maler und Schriftsteller
- Füssli, Johann Heinrich (1741–1825), schweizerisch-englischer Maler und PublizistJohann Heinrich Füssli (1741–1825)

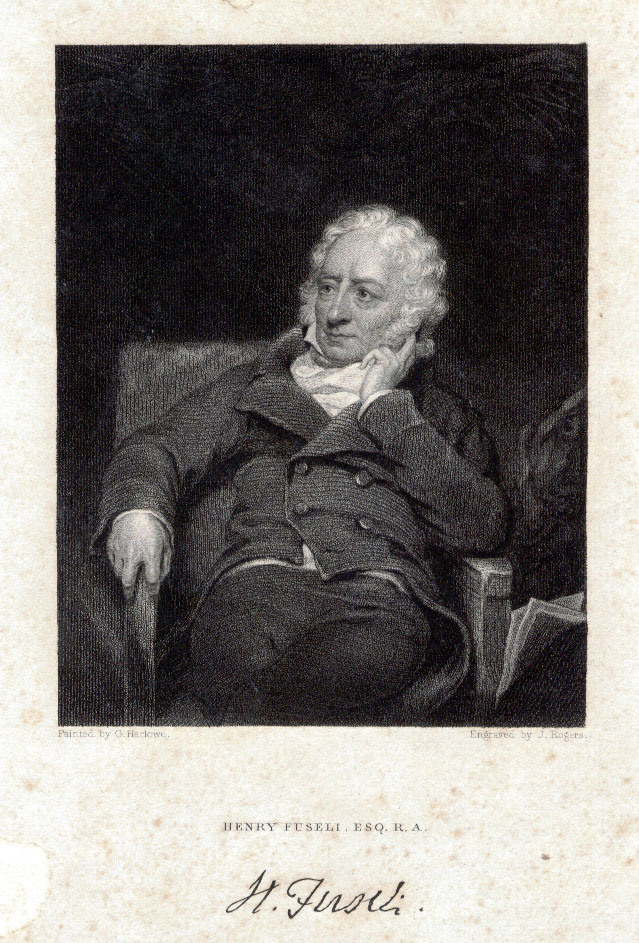
Johann Heinrich Füssli (1741–1825)

- Füssli, Johann Jakob (1792–1860), Schweizer evangelischer Geistlicher
- Füssli, Johann Kaspar (1743–1786), Schweizer Maler, Entomologe und Verleger
- Füssli, Johann Konrad (1704–1775), Schweizer Pfarrer und Historiker
- Füssli, Johann Melchior (1677–1736), Schweizer Zeichner, Kupferstecher und Radierer
- Füssli, Johann Rudolf (1709–1793), Schweizer Maler, Kunsthistoriker und Lexikograph
- Füssli, Peter (1482–1548), Schweizer Glockengiesser und Söldner
- Füssli, Peter (1577–1629), Schweizer Glockengiesser
- Füssli, Wilhelm (1803–1845), Schweizer Jurist, radikal-liberaler Politiker, Redakteur sowie Schriftsteller
- Füssli, Wilhelm (1830–1916), Schweizer Porträtmaler und Zeichner
- Füssmann, Gerhard (1928–1993), deutscher Ruderer
- Fußmann, Klaus (* 1938), deutscher Maler
- Fussy, Arthur (* 1979), österreichischer Komponist und Musiker
- Fussy, Herbert (* 1950), österreichischer Germanist und Publizist
- Fussy, Hortensia (* 1954), österreichische Bildhauerin
- Fußy, Luisa (* 1996), deutsche Reiterin der Special Olympics

### Fust
- Fust, Herbert (1899–1974), deutscher Politiker (NSDAP), MdR
- Fust, Horst (1930–2003), deutscher Journalist und Chefredakteur der BILD-Zeitung
- Fust, Johannes († 1466), Anwalt und BuchdruckerJohannes Fust († 1466)

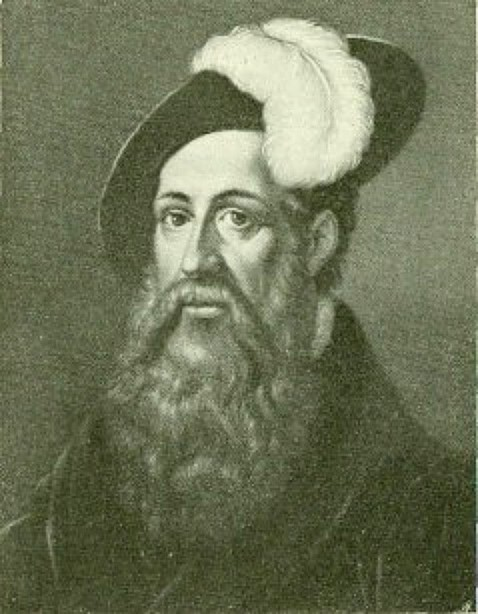
Johannes Fust († 1466)

- Fust, John (* 1972), kanadisch-schweizerischer Eishockeyspieler und -trainer
- Fust, Leon (* 2003), deutscher Fußballspieler
- Füst, Milán (1888–1967), ungarischer Schriftsteller
- Fust, Walter (1941–2025), Schweizer Unternehmer
- Fusté, Josep (1941–2023), spanischer Fußballspieler
- Fustel de Coulanges, Numa Denis (1830–1889), französischer Althistoriker
- Fustella, Antonio (1913–1986), italienischer Geistlicher
- Fuster Chepe, Eugenio (1943–2010), kubanischer Agrarfachmann und Funktionär
- Fuster de Plaza, María Luisa (1919–1965), argentinische Ichthyologin
- Fuster Pardo, Rafael (* 1951), katalanischer Filmregisseur, Kameramann, Drehbuchautor, Filmeditor und Filmproduzent
- Füster, Anton (1808–1881), österreichischer Politiker und Theologe
- Fuster, David (* 1982), spanischer Fußballspieler
- Fuster, Jaime (1941–2007), puerto-ricanischer Jurist und Politiker
- Fuster, Joan (1922–1992), spanischer Schriftsteller
- Fuster, José (* 1946), kubanischer Künstler und Vertreter der Naiven Kunstrichtung

### Fusu
- Fusu († 210 v. Chr.), chinesischer Thronerbe